# Dagbrud
Et dagbrud er betegnelsen for et sted, hvor der blandt andet udvindes malm, mineraler, tørv, brunkul eller sten direkte i jordens overflade i stedet for at grave skakte og gange under jorden. Da man i dagbrud undgår besværlige transporter og dårlige arbejdsforhold, er det mere økonomisk sammenlignet med at udvinde ved hjælp af grubedrift. Vigtige dagbrud findes blandt andet i Sydamerika med forekomster af jern og bauxit. Uran udvindes som oftest i dagbrud.

## Store dagbrud
- Ranger Uranmine i Australien
- Garzweiler dagbrud i Tyskland
- Chuquicamata i Chile
- Yanacocha i Peru
- Mir-minen i Rusland